# Hercules Graphics Card

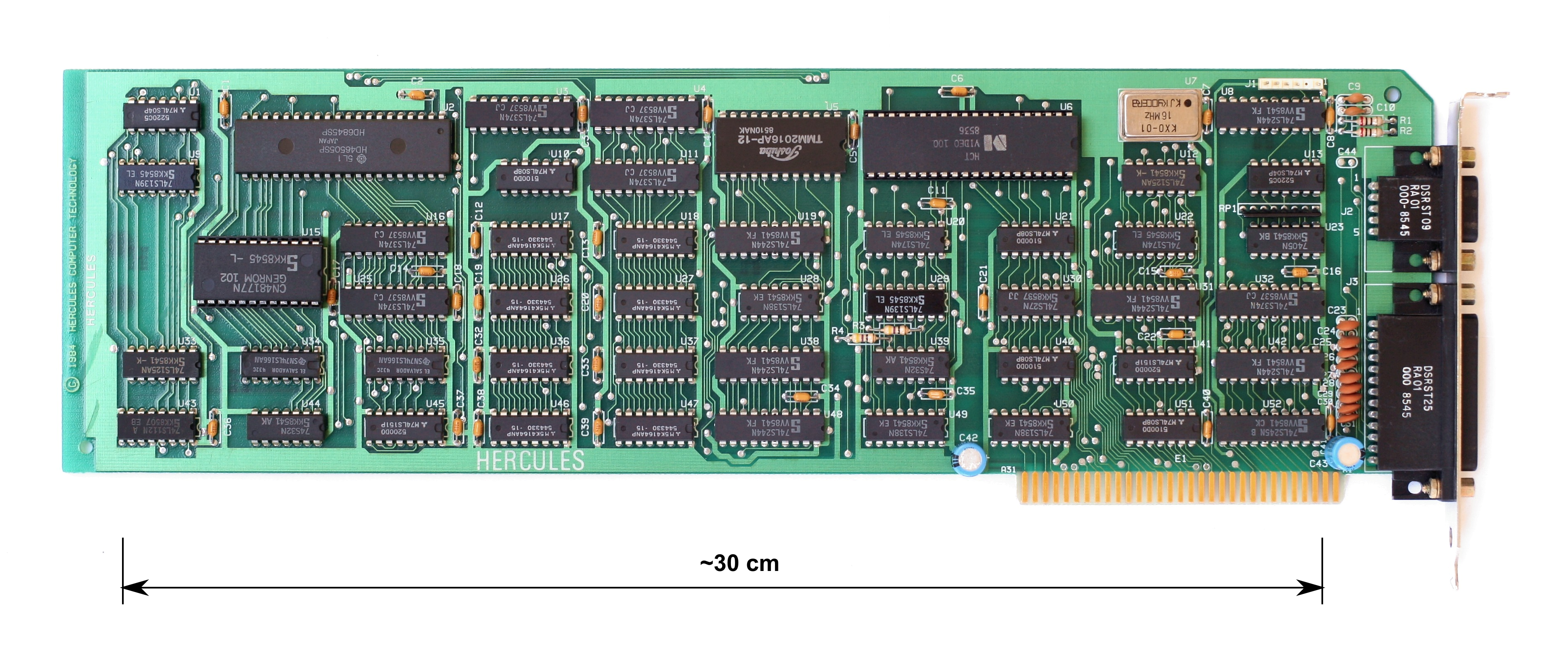
Hercules Graphics Card

Hercules Graphics Card (ハーキュリーズ グラフィックス カード、HGC)は、1980年代中ごろのハーキュリーズ・コンピューター・テクノロジーによるPC/AT用グラフィックスコントローラであり、当時、IBM純正品ではないにもかかわらず、標準的な地位を占めていた。MDA用モニタがそのまま利用できる。コントローラは、MDAやCGA同様モトローラMC6845を用いている。
HGCは、720x348 のモノクロ表示をサポートし、特にスプレッドシートの利用者に愛用された。
HGCは他のIBM標準のディスプレイアダプタと異なるアドレス(CGAが0b800h・VGAが0a000h、HGCは0b000h)を用いるため共存が可能で、2画面を同時使用できる。
そのため、CADやプログラムのデバッグの時にも重宝されていた。
なお、XFree86の2.x世代でマルチディスプレイをサポートしていたのはVGA系とHGCの組み合わせのみであったのもこの伝統からであろう。

## 技術仕様
IBMのMDAと同じように、HGCはパラレルプリンタポートとビデオ出力端子の両方を搭載していた。
テキストモードは80x25字を表示でき、MDAと互換性があった。文字は7x11ピクセルフォントを使用して9x14ピクセルのボックス（文字間・行間の空白を含む）で描画した。これによりCGAよりも鮮明なテキストを表示することができた。このテキストモードの理論的な合計解像度は720x350ピクセルであった。
グラフィックモードは全てのピクセルをアドレス割り当てできるようにしている。技術的な理由により画面の高さが4の倍数をとる必要があったため、720x350ではなく720x348ピクセルに変換される。ピクセル縦横比は1:1.55。